# Stazione di Miyaginohara
La stazione di Miyaginohara (宮城野原駅?, Miyaginohara-eki) è una stazione ferroviaria urbana situata nel quartiere di Miyagino-ku della città di Sendai, nella prefettura di Miyagi, in Giappone, ed è servita dalla ferrovia suburbana linea Senseki della JR East.

## Servizi ferroviari
East Japan Railway Company
■ Linea Senseki

## Struttura
La stazione è dotata di un marciapiede a isola centrale con due binari passanti sotterranei. Sopra di essi si trova il mezzanino, con tornelli di accesso, una biglietteria automatica e una presenziata (aperta dalle 6:50 alle 21:00). Prima dell'interramento, avvenuto nel 2000, la stazione era in superficie.
| 1 | ■ Linea Senseki | per Tagajō, Hon-Shiogama, Matsushima-Kaigan e Takagimachi |
| 2 | ■ Linea Senseki | per Sendai e Aoba-dōri                                    |

## Stazioni adiacenti
| «                          | Servizio            | »                   |
| Linea Senseki              | Linea Senseki       | Linea Senseki       |
| -------------------------- | ------------------- | ------------------- |
| Tsutsujigaoka              | Locale Rapido Verde | Rikuzen-Haranomachi |
| Il Rapido Rosso non ferma1 |                     |                     |

- 1: Tranne durante gli eventi del vicino diamante di baseball.